# Věra Pospíšilová-Cechlová
Věra Pospíšilová-Cechlová, češka atletinja, * 19. november 1978, Litoměřice, Češkoslovaška.
Nastopila je na poletnih olimpijskih igrah v letih 2004, 2008 in 2012, leta 2004 je osvojila bronasto medaljo v metu diska, leta 2008 pa peto mesto. Na svetovnih prvenstvih je osvojila bronasto medaljo leta 2005.